# Film in 1923
Dit artikel gaat over de film in het jaar 1923.

## Succesvolste films
| Plaats | Titel             | Studio             | Opbrengst      | Opbrengst  | Opbrengst           | Opbrengst |
| Plaats | Titel             | Studio             | Internationaal | VS/Canada  | Verenigd Koninkrijk | Australië |
| ------ | ----------------- | ------------------ | -------------- | ---------- | ------------------- | --------- |
| 1.     | The Covered Wagon | Paramount Pictures |                | $3.800.000 |                     |           |

## Lijst van films
- All the Brothers Were Valiant
- Always Tell Your Wife
- Bleeke Bet
- The Covered Wagon
- The Daring Years
- Dnevnik Glumova
- Exit Caesar
- Exit, Stranger
- The Girl Who Came Back
- The Glimpses of the Moon
- Human Wreckage
- The Hunchback of Notre Dame
- If Winter Comes
- Der junge Medardus
- Kee en Janus naar Berlijn
- The Lone Star Ranger
- Lucretia Lombard
- Mammy's Boy
- North of Hudson Bay
- Our Hospitality
- Paris qui dort
- The Pilgrim
- Poor Men's Wives
- The Purple Highway
- Raskolnikow
- Rosita
- La Roue
- Safety Last!
- Salomé
- Scaramouche
- Schatten - Eine nächtliche Halluzination
- Souls for Sale
- Die Straße
- The Student Prince (aka Alt Heidelberg)
- Tea: With a Kick!
- The Ten Commandments
- Three Ages
- Three Jumps Ahead
- Three Wise Fools
- To the Last Man
- Verdwaalde zielen
- West of the Water Tower
- While Paris Sleeps
- The White Rose
- The White Shadow
- The White Sister
- Why Worry?
- A Woman of Paris: A Drama of Fate

## Geboren
| Datum                | Naam                 | Beroep             |
| -------------------- | -------------------- | ------------------ |
| 7 januari († 2008)   | Pinkas Braun         | Acteur / regisseur |
| 11 januari († 1992)  | Jacqueline Maillan   | Actrice            |
| 19 januari († 2013)  | Jean Stapleton       | Actrice            |
| 21 januari († 1995)  | Lola Flores          | Actrice            |
| 29 januari († 1981)  | Paddy Chayefsky      | Schrijver          |
| 2 februari († 1988)  | Bonita Granville     | Actrice            |
| 12 februari († 2019) | Franco Zeffirelli    | Regisseur          |
| 28 februari († 2012) | Charles Durning      | Acteur             |
| 12 april († 2004)    | Ann Miller           | Danseres / actrice |
| 7 mei († 1985)       | Anne Baxter          | Actrice            |
| 22 juli († 1976)     | Mukesh               | Zanger             |
| 3 augustus († 1977)  | Jean Hagen           | Actrice            |
| 10 augustus          | Rhonda Fleming       | Actrice            |
| 29 augustus († 2014) | Richard Attenborough | Acteur / regisseur |
| 7 september († 1984) | Peter Lawford        | Acteur             |
| 4 oktober († 2008)   | Charlton Heston      | Acteur             |
| 5 oktober            | Glynis Johns         | Actrice            |
| 16 oktober († 1965)  | Linda Darnell        | Actrice            |
| 28 november († 1981) | Gloria Grahame       | Actrice            |

## Overleden
| Datum       | Naam             | Leeftijd | Beroep  |
| ----------- | ---------------- | -------- | ------- |
| 18 januari  | Wallace Reid     | 31       | Acteur  |
| 26 maart    | Sarah Bernhardt  | 78       | Actrice |
| 30 november | Martha Mansfield | 24       | Actrice |

1870-1879 · 1880-1889 · 1890 · 1891 · 1892 · 1893 · 1894 · 1895 · 1896 · 1897 · 1898 · 1899 · 1900 · 1901 · 1902 · 1903 · 1904 · 1905 · 1906 · 1907 · 1908 · 1909 · 1910 · 1911 · 1912 · 1913 · 1914 · 1915 · 1916 · 1917 · 1918 · 1919 · 1920 · 1921 · 1922 · 1923 · 1924 · 1925 · 1926 · 1927 · 1928 · 1929 · 1930 · 1931 · 1932 · 1933 · 1934 · 1935 · 1936 · 1937 · 1938 · 1939 · 1940 · 1941 · 1942 · 1943 · 1944 · 1945 · 1946 · 1947 · 1948 · 1949 · 1950 · 1951 · 1952 · 1953 · 1954 · 1955 · 1956 · 1957 · 1958 · 1959 · 1960 · 1961 · 1962 · 1963 · 1964 · 1965 · 1966 · 1967 · 1968 · 1969 · 1970 · 1971 · 1972 · 1973 · 1974 · 1975 · 1976 · 1977 · 1978 · 1979 · 1980 · 1981 · 1982 · 1983 · 1984 · 1985 · 1986 · 1987 · 1988 · 1989 · 1990 · 1991 · 1992 · 1993 · 1994 · 1995 · 1996 · 1997 · 1998 · 1999 · 2000 · 2001 · 2002 · 2003 · 2004 · 2005 · 2006 · 2007 · 2008 · 2009 · 2010 · 2011 · 2012 · 2013 · 2014 · 2015 · 2016 · 2017 · 2018 · 2019 · 2020 · 2021 · 2022 · 2023 · 2024 · 2025